# Силицид рутения
Силицид рутения — бинарное неорганическое соединение
рутения и кремния
с формулой RuSi,
бесцветные кристаллы,
не растворяется в воде.

## Получение
- Сплавление стехиометрических количеств чистых веществ:

{\displaystyle {\mathsf {Ru+Si\ {\xrightarrow {1727^{o}C}}\ RuSi}}}

## Физические свойства
Силицид рутения образует бесцветные кристаллы нескольких модификаций:
- кубическая сингония, пространственная группа P m3m, параметры ячейки a = 0,29073 нм, Z = 1, структура типа хлорида цезия CsCl;
- кубическая сингония, пространственная группа P 213, параметры ячейки a = 0,47075 нм, Z = 4, структура типа силицида железа FeSi[1][2].

Соединение конгруэнтно плавится при температуре 1727°C.
Не растворяется в воде.